# Alexandr Golovin (fotbalista)
Alexandr Sergejevič Golovin (rusky Александр Сергеевич Головин; * 30. května 1996, Kaltan, Rusko) je ruský fotbalový záložník a reprezentant, hráč klubu AS Monaco FC. Má přezdívku „ruský Ronaldo“, stylem hry bývá přirovnáván ke krajanovi Alanu Dzagojevovi.
S PFK CSKA Moskva vyhrál v sezóně 2015/16 ruskou nejvyšší ligu.

## Klubová kariéra
- FK Novokuzněck (mládež)
- PFK CSKA Moskva (mládež)
- PFK CSKA Moskva 2015–2018
- AS Monaco FC 2018–

Výkony na Mistrovství světa 2018 upoutal pozornost velkých klubů a na konci července se stal posilou klubu AS Monaco z francouzské Ligue 1. Golovin podepsal smlouvu na pět let, jeho předchozí zaměstnavatel CSKA Moskva za něj dostal částku 30 milionů eur.
Na začátku srpna si ale na tréninku poranil kotník a následující měsíc měl zameškat.
Debutoval v zápase proti Nîmes 19. září, přičemž odehrál necelých 20 minut v závěru zápasu. V základní sestavě se poprvé zjevil 25. září proti Angers a ve středové záložní trojici nastoupil po boku Jeana-Eudese Aholoua a Youriho Tielemanse.
V průběhu jeho premiérové sezóny se jeho trenérem stal namísto Leonarda Jardima bývalý útočník Thierry Henry, ten však tým nepozvedl a došlo na Jardimův návrat ve snaze opustit sestupové příčky. Tomu napomohla výhra 2. února 2019 nad Toulouse 2:1, pod kterou se podepsal premiérovým gólem též Golovin.

## Reprezentační kariéra
Nastupoval za ruské mládežnické reprezentace včetně týmu do 21 let. Zúčastnil se mj. Mistrovství Evropy hráčů do 17 let 2013 na Slovensku, kde ruští mladíci získali titul po finálové výhře nad Itálií.
V A-mužstvu Ruska debutoval 7. 6. 2015 v přátelském utkání v Chimkách proti reprezentaci Běloruska (výhra 4:2). Při svém debutu vstřelil jeden gól.
Trenér Leonid Sluckij jej zařadil do závěrečné 23členné nominace na EURO 2016 ve Francii, kde Rusko obsadilo se ziskem jediného bodu poslední čtvrté místo v základní skupině B. Golovin odehrál na turnaji všechny tři zápasy svého týmu ve skupině B.